# 蘭迪·沙瓦吉
蘭迪·沙瓦吉（英語：Randy Savage，1952年11月15日—2011年5月20日），本名蘭迪·瑪莉歐·波夫（英語：Randy Mario Poffo），是美國已故的職業摔角選手及播報員。沙瓦吉最知名的時期是待在世界摔角聯盟及世界冠軍摔角的時候。

## 冠軍及成就

### 職業摔角畫報
- PWI年度最佳回歸（1995年）
- PWI年度最佳宿敵（1997年；與達勒斯·沛莒）
- PWI年度賽事（1987年；與瑞奇·斯廷博特在摔角狂熱III（英语：WrestleMania III））
- PWI年度最討厭摔角手（1989年）
- PWI年度最受歡迎摔角手（1988年）
- PWI年度最佳摔角手（1988年）
- PWI史丹利·威斯頓獎（2011年）[7]
- PWI 500-第2名（1992年）[8]
- PWI Years（個人）-第9名（2003年）[9]
- PWI Years（團隊）-第57名（2003年；與霍克·霍肯）[10]

### 世界冠軍摔角
- WCW世界重量級冠軍（四次）[11][12][13][14]

### 世界摔角聯盟
- WWF冠軍（兩次）[15][16]
- WWF洲際冠軍（一次）[17]
- 擂台之王（1987年）[18]

### 摔角觀察通訊獎（英语：List of Wrestling Observer Newsletter awards）
- 年度最佳賽事（1987年；與瑞奇·斯廷博特在摔角狂熱III）
- 年度最佳腳跟攻擊（1984年、1985年）
- 年度最差加工比賽（1996年）
- 摔角觀察通訊名人堂（1996年）